# 토머스 허버드

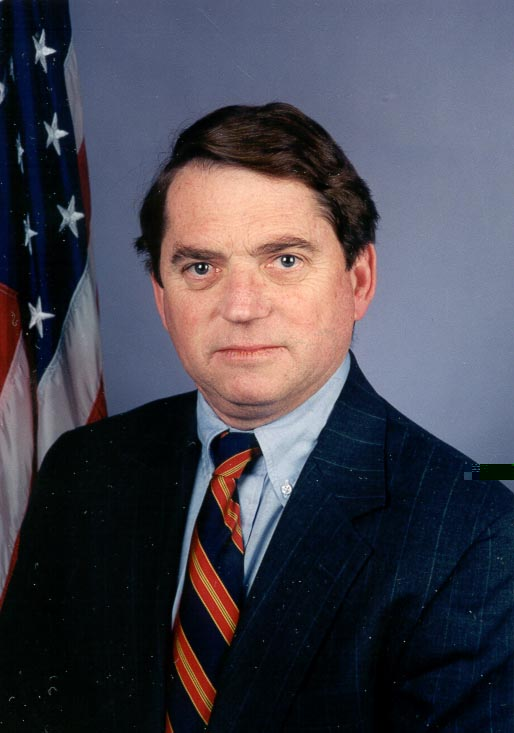
Thomas C. Hubbard

토머스 허버드(Thomas C. Hubbard, 1943년 ~ )는 미국의 외교관이다. 제17대 주한 대사를 지냈다.

## 생애
켄터키주 출신. 1996~2000년 주 필리핀 대사. 2001~2004년 주한 대사.
| 전임 스티븐 보즈워스 | 제17대 주한 미국 대사 2001년 9월 ~ 2004년 7월 | 후임 크리스토퍼 힐 |